# بلبل شائع
بلبل شائع (الاسم العلمي: Pycnonotus barbatus) (بالإنجليزية: Common Bulbul)‏ هو نوع من الطيور يتبع جنس البلبل من الفصيلة البلابل.

## معرض الصور
|  |  |

|  |  |

|  |  |  |

|  |